# Els Vandeweyer

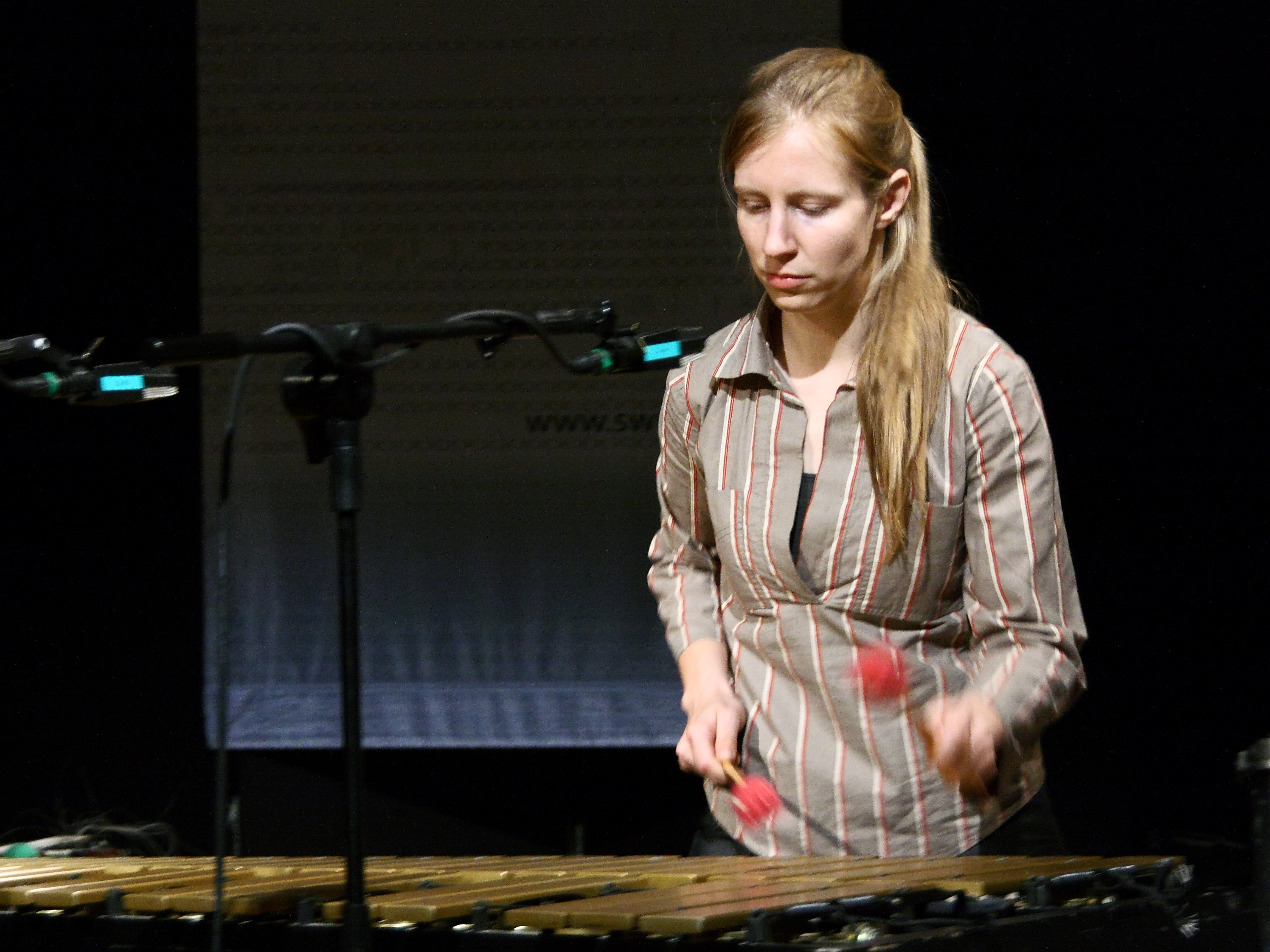
Els Vandeweyer mit QUAT im KULT, Niederstetten 2013.

Els Vandeweyer (* 1982) ist eine belgische Vibraphonistin (auch Perkussion) und Komponistin im Bereich des Jazz und der improvisierten Musik.

## Leben und Wirken
Vandeweyer stammt aus einer musikalischen Familie und lernte, seit sie acht Jahre alt war, Vibraphon. Sie studierte zunächst klassische Musik in Antwerpen, bevor sie sich der Jazz- und Improvisationsmusik zuwandte, als sie feststellte, „wie viele klassische Stücke das Gefühl improvisierter Musik zu simulieren versuchen“. Sie studierte Jazz am Königlichen Konservatorium Brüssel (Abschluss 2008); in dieser Zeit hielt sie sich auch in Portugal, Norwegen und den Vereinigten Staaten auf. In Portugal war sie Mitbegründerin des Quintetts IMI Kollektief, für das sie komponierte und mit dem erste Aufnahmen entstanden (Snug as a Gun, erschienen 2006 bei Clean Feed Records). In Oslo besuchte sie ein Jahr als Austauschstudentin die Norges musikkhøgskole und arbeitete daneben mit Ingebrigt Håker Flaten und Paal Nilssen-Love. Es folgten auf Einladung von Ken Vandermark Auftritte in Chicago, wo sie auch mit Fred Lonberg-Holm, Kent Kessler, Tim Daisy und Jeff Parker spielte. 
Nach ihrer Rückkehr nach Europa zog sie nach Berlin, wo sie fortan in der dortigen Improvisationsszene arbeitete und sich dem Andromeda Mega Express Orchestra anschloss; sie war Mitbegründerin des Trios Tulip Trees, mit Almut Kühne und Brian Mitchell. 2011 arbeitete sie in der Toskana und in Berlin mit dem Ensemble The Somnambulist (Album Sophia Verloren) 2013 trat sie auf dem Berliner A'larme! Festival auf; im selben Jahr erschien das Album Quat Live at Hasselt (NoBusiness Records), an dem Fred Van Hove, Paul Lovens und Martin Blume mitwirkten. In der Gruppe Mimosa spielt sie mit Natalie Sandtorv und Rieko Okuda (mit der sie ebenfalls das Duo Metal Illusion bildete), in Spin Track mit Olaf Rupp und DJ Illvibe. Außerdem ist sie Mitglied in Pascal Niggenkempers Vision 7 und im Serenus Zeitblom Oktett. 2019 erschien mit Debut ihr erstes Album unter eigenem Namen. 2021 trat sie mit Maurice Louca beim Jazzfest Berlin auf. Gemeinsam mit Lina Allemano, Maike Hilbig und Lucía Martínez bildete sie das Quartett Dead Leaf Butterfly, dessen Album Ontmoeting von der Kritik herausgestellt wurde.